# Madoce percnopis
Madoce percnopis är en fjärilsart Madoce percnopis ingår i släktet Madoce och familjen nattflyn. Inga underarter finns listade i Catalogue of Life.